# Логунов Олександр Андрійович
Олександр Андрійович Логунов (5 грудня 1989 , Перм ) — російський математик, що спеціалізується на гармонічному аналізі, теорії потенціалу та геометричному аналізі.

## Біографія
Логунов здобув ступінь кандидата наук (Ph.D.) у 2015 році у Санкт-Петербурзькому державному університеті під керівництвом Віктора Петровича Хавіна із дисертацією (Про граничні властивості гармонічних функцій). 

Працює в математичній лабораторії імені Чебишева Санкт-Петербурзького державного університету та у Тель-Авівському університеті.

## Нагороди та визнання
- 2017: дослідницька нагорода Клея (спільно з Євгенією Малинніковою[en])[5];
- 2018: премія Салема[6];
- 2020: премія ЄМС, Європейське математичне товариство[7];
- 2021: премія за прорив у математиці – нові горизонти в математиці[8];

## Доробок
- Logunov, Alexander (2018). Nodal sets of Laplace eigenfunctions: polynomial upper estimates of the Hausdorff measure. Annals of Mathematics. 187 (1): 221—239. arXiv:1605.02587. doi:10.4007/annals.2018.187.1.4. S2CID 119170110.
- with Eugenia Malinnikova: Logunov, Alexander; Malinnikova, Eugenia (2015). On ratios of harmonic functions. Advances in Mathematics. 274: 241—262. arXiv:1402.2888. doi:10.1016/j.aim.2015.01.009.
- with Eugenia Malinnikova: Logunov, Alexander; Malinnikova, Eugenia (2016). Ratios of harmonic functions with the same zero set. Geometric and Functional Analysis. 26 (3): 909—925. arXiv:1506.08041. doi:10.1007/s00039-016-0369-4.
- Logunov, Alexander (2018). Nodal sets of Laplace eigenfunctions: proof of Nadirashvili's conjecture and of the lower bound in Yau's conjecture. Annals of Mathematics. 187 (1): 241—262. arXiv:1605.02589. doi:10.4007/annals.2018.187.1.5. S2CID 119176697.
- with Eugenia Malinnikova: Logunov, Alexander; Malinnikova, Eugenia (2018). Nodal sets of Laplace eigenfunctions: estimates of the Hausdorff measure in dimensions two and three. 50 Years with Hardy Spaces. Operator Theory: Advances and Applications. Т. 261. с. 333—344. arXiv:1605.02595. doi:10.1007/978-3-319-59078-3_17.